# Berberis zanlanscianensis
Berberis zanlanscianensis là một loài thực vật có hoa trong họ Hoàng mộc. Loài này được Pamp. mô tả khoa học đầu tiên năm 1915.